# The Bofors Gun
Pour plus de détails, voir Fiche technique et Distribution.
The Bofors Gun est un film britannique réalisé par Jack Gold, sorti en 1968.

## Synopsis
Un soldat du NCO cherche à s'opposer à un tireur irlandais, qui est disposé à l'humilier.

## Fiche technique
- Réalisateur : Jack Gold
- Scénariste : John McGrath (en)
- Sociétés de production : Copelfilms, Everglades Productions, Avernus Productions, Universal Pictures
- Société de distribution : Universal Pictures
- Pays :  Royaume-Uni
- Budget : 800 000 $
- Genre : Drame
- Durée : 105 minutes
- Sortie : 4 avril 1968

## Distribution
- Nicol Williamson : Gunner O'Rourke
- Ian Holm : Gunner Flynn
- David Warner : Terry « Lance Bar » Evans
- Peter Vaughan : sergent Walker
- John Thaw : Gunner Featherstone
- Barry Jackson (en) : Gunner Shone
- Richard O'Callaghan : Gunner Rowe
- Gareth Forwood : lieutenant Pickering
- Donald Gee : Gunner Crowley
- Barbara Jefford : femme NAAFI (en)
- Geoffrey Hughes (en) : soldat Samuel, cuisinier
- John Herrington : allemand
- Lindsay Campbell : capitaine Cheeseman
- Glynn Edwards (en) : sergent-major West

## Autour du film
- Le titre du film vient de la compagnie industrielle suédoise Bofors, fabriquant d'armes.

## Distinctions

### Récompenses
- BAFA 1969 : meilleur acteur  dans un second rôle pour Ian Holm

### Nominations
- BAFA 1969 : meilleur acteur pour Nicol Williamson